# Copolimer
| Tipuri de copolimeri |
| -------------------- |
| copolimer statistic  |
| copolimer alternativ |
| copolimer „în bloc”  |
| copolimer ramificat  |

Un copolimer este o macromoleculă compus din mai multe unități repetitive distincte denumite monomeri. Monomerii se pot lega între ei în diverse forme și prin diverse legături chimice. Procesul de formare se numește copolimerizare. Copolimerii obținuți din doi monomeri diferiți se numesc bipolimeri.

## Exemple
- Acrilonitril butadienă stiren
- Acrilonitril-butadienă (Buna N)
- Stiren-butadienă (Buna S)
- Etilenă-acetat de vinil (PEVA)